# María Ruiz Román
María Ruiz Román (auch bekannt als Mery Ruiz; * 13. Juni 1983 in Madrid) ist eine spanische Fußballfunktionärin, Spielervermittlerin und ehemalige Fußballspielerin. Obwohl sie nie in der Nationalmannschaft debütierte, war sie, zusammen mit Laura del Río, eine der ersten spanischen Fußballspielerinnen, die als Profi im Ausland Erfolge feiern konnten. Sie war über mehrere Jahre in den USA und in Russland aktiv.

## Karriere
Mery Ruiz begann ihre Laufbahn beim Madrider Verein CD Lourdes. Im Jahr 2002 wechselte sie zu CFF Estudiantes de Huelva, bevor sie 2004 in die Vereinigten Staaten übersiedelte und in der Park University (Missouri) studierte. Mit der Frauenfußballmannschaft, den Park University Pirates, nahm sie an der NAIA-Meisterschaft teil und brachte es in vier Saisons auf 109 Tore. Aufgrund ihrer herausragenden Leistungen, wurde sie 2018 in die Wall of Honor der Park University Athletics aufgenommen. Darüber hinaus bestritt sie 2006, während der spielfreien Zeit in den USA, mit Sporting Huelva die zweite spanische Spielklasse. In jenem Jahr glückte ihr mit den Andalusierinnen der Aufstieg in die Primera División.
Im Jahr 2007 wechselte sie zum FC Indiana (Indianapolis), wo sie bereits in ihrer ersten Saison den Meistertitel in der WPSL feiern konnte. Sie selbst wurde im Final Four Turnier um den Titel, sowohl zum MVP als auch ins All-Tournament Tam gewählt. In der Saison 2008 erreichte sie mit ihrem Team in der USL W-League erneut das Endspiel, scheiterte dort jedoch mit 1:2 an Pali Blues. Beim Pokalbewerb National Women’s Open setzte sich der FC Indiana hingegen mit 1:0 im Endspiel gegen Ajax America durch und gewann den Titel. Zur Saison 2009 wechselte Mery Ruiz zu Buffalo Flash, mit denen sie im Finale der Central Conference an ihrem ehemaligen Klub FC Indiana scheiterte.
Im Anschluss kehrte Mery Ruiz in ihre Heimat zurück und bestritt die Saison 2009/10 der Superliga in den Reihen von Espanyol Barcelona. Mit den Katalaninnen gewann sie durch ein 3:1 im Endspiel gegen Rayo Vallecano die Copa de la Reina. Zudem erreichte ihr Klub auch das Final Play-off um die Meisterschaft, scheiterte hier jedoch mit 1:2 nach Hin- und Rückspiel an Rayo Vallecano.
Im Jahr 2010 wechselte Mery Ruiz zum russischen Erstligisten Swesda 2005 Perm. Dort sollte sie zwei Spielzeiten verbringen, erreichte bei ihrer ersten Teilnahme an der Women’s Champions League das Viertelfinale und gewann mit ihrer Mannschaft in der Saison 2011/12 durch ein 2:1 im Endspiel gegen Sorki Krasnogorsk den nationalen Pokal. Im Jahr 2012 wechselte sie zum Ligakonkurrenten Sorki Krasnogorsk, wo sie insgesamt drei Saisons verbrachte und 2012/13 die Russische Meisterschaft gewinnen konnte. Die Spielzeit 2015 verbrachte sie ebenfalls in der ersten russischen Liga bei Kubanotschka Krasnodar und konnte mit diesen das Endspiel des Pokals erreichen, wo sie mit ihrer Mannschaft jedoch mit 0:1 gegen ihren ehemaligen Klub Swesda 2005 Perm unterlag.
Im Alter von 33 Jahren wechselte Mery Ruiz zurück nach Spanien, wo sie zusammen mit Laura del Río, mit der sie bereits 2008 beim FC Indiana gespielt hatte, vom Zweitligisten CD Tacón unter Vertrag genommen wurde. Mit ihrem Klub, in dem sie auch Mannschaftskapitän war, verpasste sie in den Saisons 2016/17 und 2017/18 jeweils knapp den Aufstieg in die Primera División. In der Spielzeit 2018/19 glückte CD Tacón schließlich der Aufstieg. Mery Ruiz verletzte sich am 28. April 2019 im ersten Play-off-Spiel gegen CFF Saragossa schwer und fiel für den Rest der Saison aus. Im Anschluss beendete sie ihre aktive Laufbahn.

### Laufbahn als Funktionär
Neben und nach ihrer Tätigkeit als Spielerin, arbeitete Mery Ruiz auch als Delegierte in der spanischen Spielergewerkschaft AFE sowie als Spielervermittlerin bei LTA Agency.

## Erfolge und Ehrungen
FC Indiana
- 2007: Meister Women’s Premier Soccer League
- 2008: USASA National Women’s Open

Espanyol Barcelona
- 2010: Copa de la Reina

Swesda 2005 Perm
- 2012: Russischer Frauenfußball-Pokal

FC Sorki Krasnogorsk
- 2012/13: Meister Russische Fußballmeisterschaft

### Ehrungen
- Women’s Premier Soccer League Final Four MVP 2007
- Women’s Premier Soccer League Final Four All-Tournament Team 2007
- Mitglied der Park University Athletics Wall of Honor (Aufnahmejahr 2018)